# Benirredrà (kommun)
Benirredrà är en kommun i Spanien.   Den ligger i provinsen Província de València och regionen Valencia, i den östra delen av landet, 300 km sydost om huvudstaden Madrid. Antalet invånare är 1 650. Arean är 0,40 kvadratkilometer. Benirredrà gränsar till Gandia.
Terrängen i Benirredrà är platt.